# ليندا فروليش
ليندا فروليش (بالألمانية: Linda Fröhlich) مواليد 23 يونيو 1979 في بفورتسهايم، ألمانيا الغربية، هي لاعبة كرة سلة ألمانية. بدأت مسيرتها الاحترافية في سنة 2002. تم اختيارها من قبل فريق نيويورك ليبرتي خلال الدرافت. يبلغ طولها 6 قدم 2 بوصة (1.9 م).

## المسيرة الاحترافية
لعبت مع نيويورك ليبرتي في موسم 2002–2003، ثم لعبت مع إنديانا فيفر في سنة 2006، ثم لعبت مع ساكرامنتو موناركس في سنة 2007.

## روابط خارجية
- ليندا فروليش على موقع IMDb (الإنجليزية)
- ليندا فروليش على موقع الاتحاد الدولي لكرة السلة (الإنجليزية)
- ليندا فروليش على موقع الاتحاد الوطني لكرة السلة النسائية (الإنجليزية)
- ليندا فروليش على موقع كرة السلة الأوروبية.كوم (الإنجليزية)
- ليندا فروليش على موقع كلية كرة السلة في سبورتس رفرنس.كوم (الإنجليزية)
- ليندا فروليش على موقع بروبوليرز (الإنجليزية)
- ليندا فروليش على موقع سبورتس رفرنس (الإنجليزية)